# Козлов, Иосиф Дмитриевич
Иосиф Дмитриевич Козлов (1912—1983) — майор Советской Армии, участник Великой Отечественной войны, Герой Советского Союза (1944).

## Биография
Иосиф Козлов родился 2 апреля 1912 года в селе Нехворощ (ныне — Андрушёвский район Житомирской области Украины). После окончания пяти классов школы работал шофёром в зоотехникуме села Новый Завод Червоноармейского района. В 1930 году Козлов был призван на службу в Рабоче-крестьянскую Красную Армию. В 1936 году он окончил Оренбургскую военную авиационную школу. С июня 1941 года — на фронтах Великой Отечественной войны.
К марту 1944 года майор Иосиф Козлов был штурманом 101-го авиаполка 1-й авиадивизии (7-й авиационный корпус дальнего действия) АДД СССР. К тому времени он совершил 257 боевых вылетов на бомбардировку важных объектов во вражеском тылу.
Указом Президиума Верховного Совета СССР от 13 марта 1944 года за «образцовое выполнение боевых заданий командования и проявленные при этом мужество и героизм» майор Иосиф Козлов был удостоен высокого звания Героя Советского Союза с вручением ордена Ленина и медали «Золотая Звезда» за номером 3601.
В 1946 году в звании подполковника Козлов был уволен в запас. Проживал в Днепропетровске. Умер 25 мая 1983 года, похоронен на Сурско-Литовском кладбище Днепропетровска.
Был также награждён орденами Красного Знамени и Александра Невского, двумя орденами Красной Звезды, рядом медалей.